# 二鍋頭

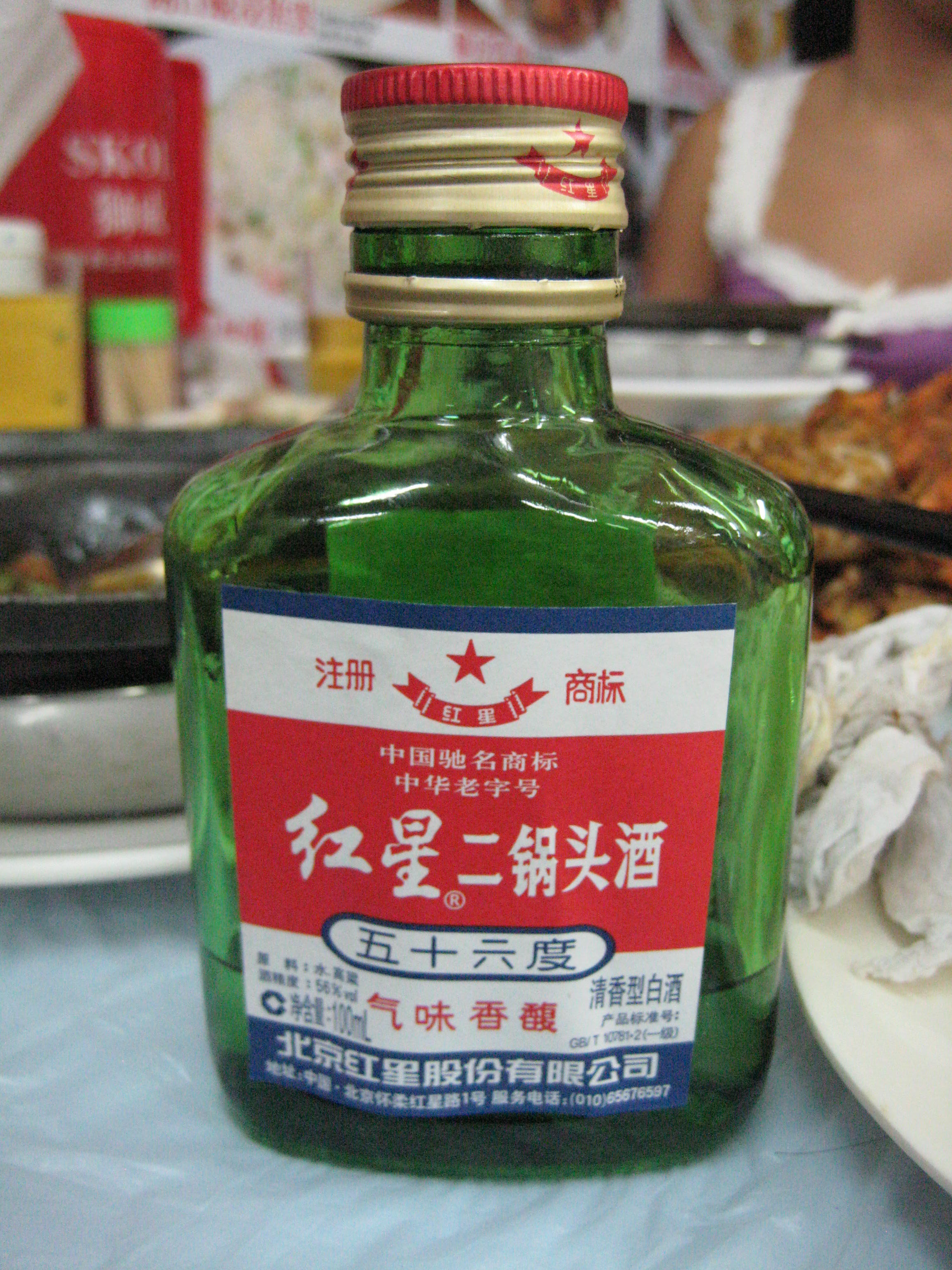
紅星二鍋頭酒のボトル

二鍋頭（アルコード）、二鍋頭酒（アルコードしゅ）は、北京の代表的な白酒。

## 概要
二鍋頭はコーリャンを原料とする北京発祥の白酒である。
二鍋頭は価格が安く、口当たりが良いこととで、北京市民に広く愛される酒である。

## 博物館

### 北京二鍋頭酒博物館
北京市懐柔区懐柔地区王化村には北京二鍋頭酒博物館がある。北京で最大の酒類博物館であり、北京市民に広く知られている。博物館は二鍋頭の製造メーカーである北京紅星が運営を行っており、白酒の製造過程や歴史、文化を学べると共に、できたて二鍋頭の試飲も行える。

### 紅星源昇号博物館

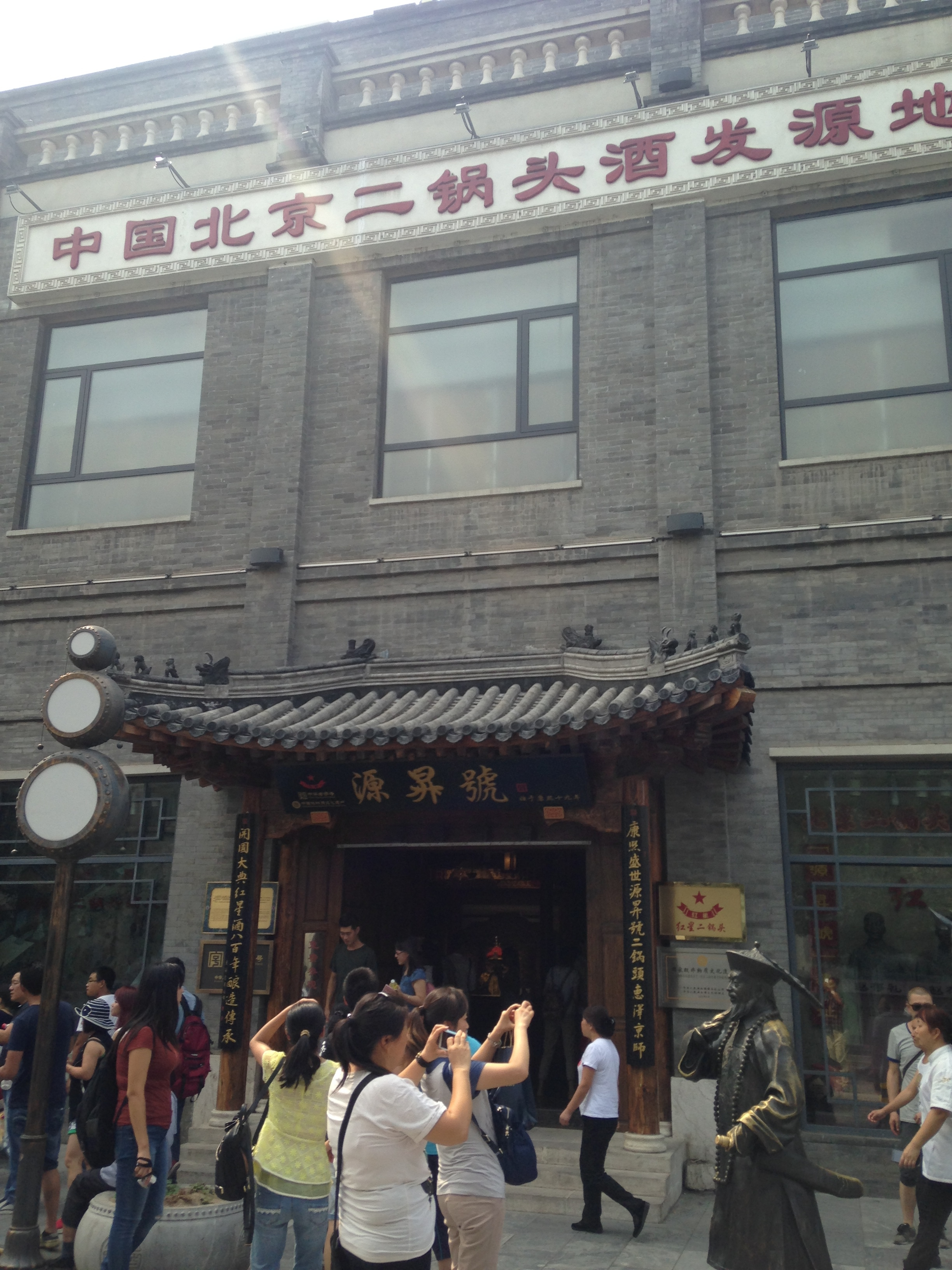
紅星源昇号博物館

紅星源昇号博物館は、北京市西城区大柵欄の源昇号酒坊跡地に建てられている。北京紅星が運営を行っており、昔の酒屋、源昇号の遺跡、紅星の企業文化の展示、北京の酒の文化の展示が行われている。
源昇号酒坊は二鍋頭誕生の地でもある。

## 名称の由来
白酒は蒸留酒であり、製造過程の中で3回に分けて冷却水を入れるが、最初の水で蒸留され液化した酒を「酒頭」と呼び、3回目に冷却水で液化した酒を「酒尾」と呼ぶ。
酒頭には刺激的な匂いがあり、酒尾は不純物の匂いがする。2回目の水で液化した酒が最も口当たりが良い。そこで、最初と最後を取り除き、真ん中を使う方法を用いることから「二鍋頭」と呼ばれる。

## 歴史
清の康熙19年（1680年）、源昇号酒坊の醸造技術者であった趙存仁、趙存礼、趙存義の3兄弟は、2回目の水で液化した酒が一番良いと気づき、1回目と3回目の酒を捨てて、最も純粋で最も美味である2回目のポットの酒を用いるレシピを開発した。以降、二鍋頭は北京で有名になり、源昇号の酒は庶民から皇帝まで知ることとなった。